# 11. Tarnowska Nagroda Filmowa
11. Tarnowska Nagroda Filmowa – odbyła się w dniach 19-22 marca 1997 roku.

## Filmy konkursowe
- Cwał – reż. Krzysztof Zanussi
- Dzieci i ryby – reż. Jacek Bromski
- Grający z talerza – reż. Jan Jakub Kolski
- Gry uliczne – reż. Krzysztof Krauze
- Kratka – reż. Paweł Łoziński
- Matka swojej matki – reż. Robert Gliński
- Panna Nikt – reż. Andrzej Wajda
- Poznań 56 – reż. Filip Bajon

## Laureaci
- Nagroda Grand Prix – Statuetka Leliwity: 
  - Gry uliczne – reż. Krzysztof Krauze

- Nagroda Jury Młodzieżowego – Statuetka Kamerzysty: 
  - Poznań 56 – reż. Filip Bajon

- Nagroda publiczności – Statuetka Maszkarona: 
  - Gry uliczne – reż. Krzysztof Krauze

- Nagroda specjalna jury:
  - Maria Seweryn – za rolę w filmie Matka swojej matki

- Nagroda specjalna jury młodzieżowego:
  - Jan Jakub Kolski – Grający z talerza